# سرپوهی یرامیان
سرپوهی گارنیکی یرامیان (ارمنی: Սրբուհի Գառնիկի Երամյան؛ انگلیسی: Srbuhi Yeramyan؛ زادهٔ ۱۹ دسامبر ۱۹۲۵ - درگذشته ۲۱ آوریل ۱۹۹۵) پزشک، درمان‌شناس و استاد ارمنی‌تبار اهل بلغارستان بود.

## زندگی‌نامه
وی در ۱۹ دسامبر ۱۹۲۵ در روسه به دنیا آمد و از دانشگاه پزشکی دولتی ایروان (۱۹۵۱) فارغ‌التحصیل گشت.  وی در ۲۱ آوریل ۱۹۹۵ در سن ۶۹ سالگی درگذشت.

## یادداشت
1. ↑  բժշկական գիտությունների դոկտոր